# Bellator 106
Bellator 106 é um evento de artes marciais mistas promovido pelo Bellator MMA, é esperado para ocorrer em 2 de novembro de 2013 no Long Beach Convention and Entertainment Center em Long Beach, California. O evento será transmitido ao vivo na Spike TV.

## Background
O evento seria a estréia do Bellator no pay-per view e teria esperado para ter no evento principal a luta entre Tito Ortiz e Quinton Jackson, que farão suas estreias na promoção. Porém, em 25 de Outubro, Ortiz se lesionou e foi obrigado a se retirar da luta. Com isso, o Bellator anunciou que o card seria movido do PPV para a Spike TV.
O evento principal agora será a luta pelo Cinturão Peso Leve do Bellator em uma revanche entre o atual campeão Michael Chandler e o ex-campeão Eddie Alvarez. Chandler derrotou Alvarez por finalização no quarto round na primeira luta ocorrida no Bellator 58.

## Ligações Externas
http://www.sherdog.com/events/Bellator-MMA-Bellator-106-31645